# 鄧曼
鄧曼（とうまん、生没年不詳）は、楚の武王の夫人。姓は曼、氏は鄧、諱は不明。

## 逸話
武王42年（紀元前699年）春、楚の莫敖屈瑕が羅を攻撃すべく軍を出立させた。鬬伯比（若敖の子）が屈瑕を見送ると、「莫敖は必ず敗れる。その爪先が高くそりあがり、心は慎重さに欠いている」と御者に語った。鬬伯比は武王に謁見して、援軍を派遣するよう願い出た。武王はこれをしりぞけたが、このことを夫人の鄧曼に告げた。鄧曼は「大夫は兵が多くないとおっしゃっているのではありません。君主たる者は信をもって小民たちを安撫し、徳をもって官吏たちを教え、刑をもって莫敖を脅すようおっしゃっているのです。莫敖は蒲騒の役で調子づいてからというもの、自らを恃むようになっています。羅を小国とあなどっていますから、あなたが引き締めなければ、きっと備えを設けていないでしょう」と言った。そこで武王は頼の人を派遣して屈瑕を追わせたが、追いつけなかった。屈瑕は軍中に「諫める者は刑に処す」と布告した。屈瑕の軍が羅に到着すると、羅と盧戎が楚軍を攻撃し、楚軍は大敗した。屈瑕は荒谷で首をくくって自殺し、部将たちは冶父で謹慎して処罰を待ったが、武王は「わたしの罪である」といって、全員を赦免した。
武王51年（紀元前690年）3月、武王が隨への進攻を準備していた。武王が心臓の違和感を夫人の鄧曼に告げると、鄧曼は王の命禄が尽きたことを嘆いた。武王はそのまま征旅についたが、鄧曼の予見どおり道中のニレの木の下で死去した。

## 出自
文王2年（紀元前688年）、楚の文王が申を攻めるために鄧に立ち寄ったとき、鄧の祁侯は文王のことを「吾甥」と呼んでいることから、鄧曼は鄧の祁侯の姉であり、楚の文王の母であると考えられている。